# Уолш, Мэтт
Мэтт Уолш (англ. Matt Walsh; род. 13 октября 1964, Чикаго) — американский актёр-комик кино и телевидения, продюсер и сценарист, один из четырёх основателей комик-труппы Upright Citizens Brigade.

## Биография
Мэттью Пол Уолш родился 13 октября 1964 года в Чикаго, был четвёртым из семи детей Дика и Одри Уолш. В 1982 году окончил высшую школу Хинсдейл-Саут, затем поступил в Университет Северного Иллинойса, который окончил по специальности «психология», один год учился в Зальцбургском колледже (Австрия). После получения образования проявил интерес к комическому актёрскому мастерству, вернувшись в родной Чикаго, играл в Annoyance Theatre и iO Theater, был учеником известного преподавателя Дела Клоуза. В 1991 году познакомился с актёром Мэттом Бессером, с которым стал в паре выступать на сценах в жанре стенд-ап, а позднее они и ещё два актёра, Эми Полер и Айан Робертс, основали комик-труппу Upright Citizens Brigade.
Впервые на телевидении появился в 1996 году (небольшая роль в фильме «Побег из этой замечательной жизни», сценарий к этой ленте также был его дебютом), на широком экране в 1998 году, с 2005 года пробует себя как продюсер, с 2010 года — как режиссёр.
По состоянию на 2012 год Мэтт Уолш живёт в Беверли-Хиллз (Калифорния) с женой Морган (свадьба в сентябре 2006 года) и ребёнком.

## Избранная фильмография

### Актёр на широком экране
- 2000 — Дорожное приключение / Road Trip — фотограф-криминалист
- 2003 — Старая закалка / Old School — Уолш
- 2003 — Смерть династии[англ.] / Death of a Dynasty — член братства
- 2003 — Плохой Санта / Bad Santa — Херб (в титрах не указан)
- 2004 — Убойная парочка: Старски и Хатч / Starsky & Hutch — Эдди
- 2004 — Рождество с Крэнками / Christmas with the Kranks — сосед Крэнков
- 2006 — Школа негодяев / School for Scoundrels — Уолш
- 2007 — Ад Данте[англ.] / Dante’s Inferno — Муссолини / репортёр FOX / сотрудник службы безопасности аэропорта (озвучивание)
- 2008 — Перемотка / Be Kind Rewind — Джулиан, полицейский
- 2008 — Полупрофессионал / Semi-Pro — Отец Пэт
- 2008 — Школа выживания / Drillbit Taylor — водитель-«не чайник»
- 2008 — Сводные братья / Step Brothers — пьяница на корпоративе
- 2008 — Низшее образование / Lower Learning — мистер Конрой
- 2008 — Взрослая неожиданность / Role Models — Давит Гленкрекенский
- 2009 — Тайная команда[англ.] / Mystery Team — Джим
- 2009 — Люблю тебя, чувак / I Love You, Man — нетерпеливый игрок в гольф
- 2009 — Мальчишник в Вегасе / The Hangover — доктор Вэлш
- 2009 — Продавец / The Goods: Live Hard, Sell Hard — капитан Ортис
- 2010 — Сайрус / Cyrus — Тим
- 2010 — Впритык / Due Date — агент TSA
- 2012 — Третий лишний / Ted — Томас
- 2012 — Миллион для чайников / The Brass Teapot — дилер антиквариата
- 2013 — Муви 43 / Movie 43 — отец Аманды (в скетче «Свидание школьников»)
- 2014 — Навстречу шторму / Into the Storm — Питер
- 2016 — Другие люди / Other People — Стив
- 2016 — Шпионы по соседству / Keeping Up with the Joneses — Дэн Карверстон
- 2016 — Охотники за привидениями / Ghostbusters — Рурк
- 2016 — Всё по новой / The Do-Over — Артур «Шеки» Шек
- 2016 — Молодость по страховке / Wild Oats — Форбс
- 2016 — Новогодний корпоратив / Office Christmas Party — Эзра
- 2017 — Медведь Бригсби / Brigsby Bear — Грэг Поуп
- 2018 — Душа компании / Life of the Party — Дэн Майлз
- 2018 — Вдовы / Widows — Кен
- 2019 — Идеальное свидание / Perfect Date — Чарли Раттиган
- 2022 — Отец невесты / Father of the Bride — доктор Гэри Сэджер
- 2022 — Время между нами / Press Play — мистер Нотт
- 2023 — Что за люди / You People — Дон Вуд
- 2023 — Обжигающе горячий / Flamin’ Hot — Лонни Мейсон
- 2024 — Солнечный берег / Suncoast — мистер Лэдд

### Актёр телевидения
- 1996—2004 — Поздно вечером с Конаном О’Брайеном[англ.] / Late Night with Conan O’Brien — разные роли (в нескольких десятках выпусков)
- 1996, 1997, 2000 — В субботу вечером в прямом эфире / Saturday Night Live — разные роли (в 3 выпусках, в титрах не указан)
- 2004, 2009 — Рино 911! / Reno 911! — разные роли (в 3 эпизодах)
- 2006 — Собака кусает человека[англ.] / Dog Bites Man — Кевин Бикин (в 9 эпизодах)
- 2007—2008 — Человек-гигант[англ.] / Human Giant — разные роли (в 9 эпизодах)
- 2008 — Маленькая Британия США[англ.] / Little Britain USA — разные роли (в 3 выпусках)
- 2010 — Игроки / Players — Брюс Фитцджеральд (в 10 эпизодах)
- 2010—2011 — Сбежавшая работа / Outsourced — Джерри Стерн (в 8 эпизодах)
- 2010—2011 — Жеребец / Hung — Мэтт Сэлайн (в 6 эпизодах)
- 2012—2019 — Вице-президент / Veep — Майк Маклинток (в 65 эпизодах)

### Продюсер
- 2006 — Собака кусает человека[англ.] / Dog Bites Man (9 эпизодов)
- 2010 — Игроки / Players (10 эпизодов)
- 2011 — Шоссе[англ.] / High Road

### Сценарист
- 2006 — Собака кусает человека[англ.] / Dog Bites Man (9 эпизодов)
- 2007 — Человек-гигант[англ.] / Human Giant (1 эпизод)
- 2010 — Игроки / Players (10 эпизодов)
- 2011 — Шоссе[англ.] / High Road[1]